# 金瓜石
金瓜石，是位於台灣本島東北部的一個聚落，行政區劃隸屬新北市瑞芳區，地處雪山山脈北側支稜與東北角海岸間。金瓜石與九份因地緣相近，在早期也同為重要礦區，故一般合稱「金九地區」。
本區域三面環山，東以半屏山（標高713公尺）與半屏溪流域的南雅里為界，南以燦光寮山（標高738.3公尺）及牡丹山（標高656.9公尺）與雙溪區接壤，西隔基隆山（標高586.8公尺）及金瓜山（標高571.2公尺）與九份相鄰。本區域地勢約為200到300公尺左右的丘陵地及山間河谷地，屬基隆火山群；區域內有金瓜石溪、外九份溪及內九份溪，向北切穿山谷注入東海。
金瓜石曾因開採金礦而與九份繁華一時，亦隨著礦產枯竭而迅速沒落，目前僅剩新山里、瓜山里、銅山里及石山里等四里及少數年長居民長住。自相鄰的九份因電影《悲情城市》一炮而紅，成功轉型為觀光勝地後，金瓜石也朝向觀光休閒方向重新發展。電影《無言的山丘》，即以日治時期的金瓜石礦業為背景。

## 發展沿革

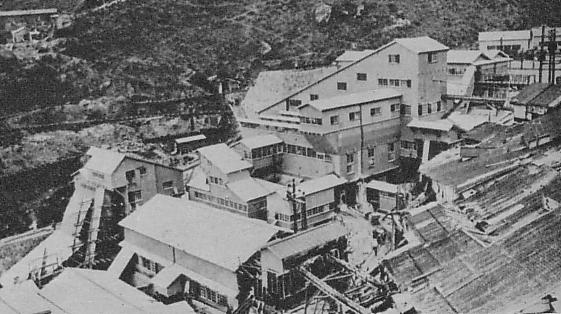
金瓜石礦山，日治時代

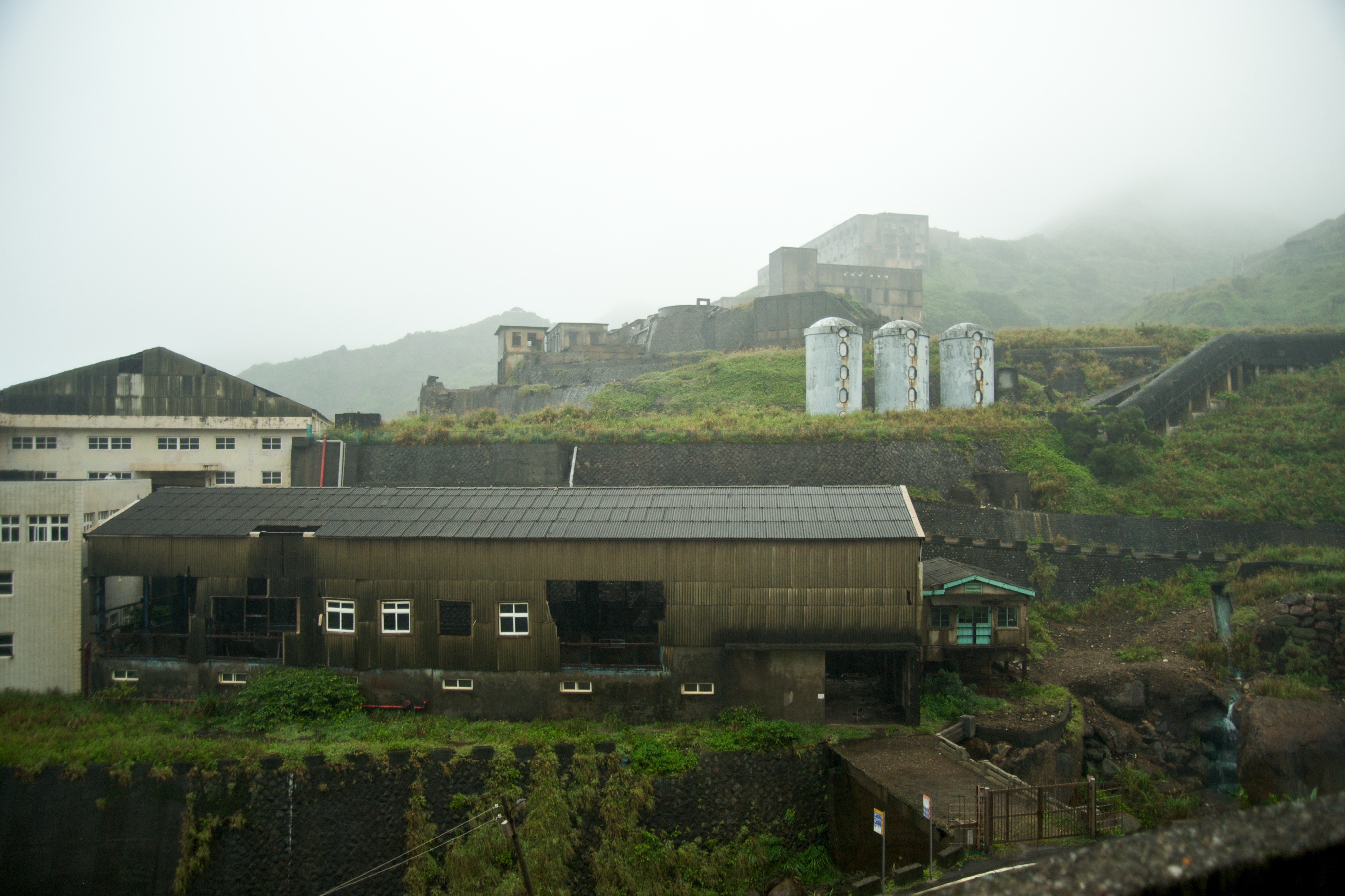
金礦遺址

### 清治時期
清光緒十六年（1890年），當時在進行基隆七堵的基隆河河段修築縱貫鐵路鐵橋時，有工人在河道中發現砂金，在工人的口耳相傳之下，不久之後就在基隆河引起一股淘金熱潮，而淘洗金砂的範圍更往上流延伸至基隆山山腳下的龍潭堵（今日瑞芳火車站一帶）。之後，有不少淘金客為了尋找金礦源頭順流而上，在1893年，終於被一位潮州籍的李姓農民在九份山區附近發現了小金瓜金脈露頭，而在小金瓜露頭被發現後不久，淘金客也在附近發現了大金瓜露頭。「金瓜石」這個地名，即因為大小金瓜的山型貌似南瓜，也就是台語所說的「金瓜」而得名。原本寂靜的基隆山，因著大小金瓜露頭的發現而開始繁榮起來，也開啟了日後九份及金瓜石礦業的輝煌歲月。

### 日治時期
中日甲午戰爭後，台灣在1895年被割讓與日本，日本政府於1896年頒布「台灣礦業規則」，規定只有日本內地人才能經營礦業，剝奪了台灣本島人的採礦權利。同年10月，台灣總督府將基隆山的礦區，以基隆山的南北軸線為界，分為東區的金瓜石礦山及西區的瑞芳礦山（即九份礦山），礦權則分別由日本商人田中長兵衛的「田中組」及藤田傳三郎的「藤田組」所取得。當時日本國內的礦業發展已有一定水準，田中長兵衛在擁有金瓜石的採礦權後，加上其本身在日本就擁有礦產事業，田中氏即從日本引進先進的採礦技術、器具和大量的技術人員，並建立了從採礦到製煉的一貫體系，奠定了金瓜石礦山的發展基礎。田中組除了在大金瓜露頭進行開採外，也開始向下延伸開挖礦坑，由於礦坑位於金瓜石本山，故取名為「本山礦坑」（總共開挖九坑），成為金瓜石礦區的重要採礦來源。1904年，本山三號坑挖掘到硫砷銅礦（Enargite），隨著礦坑的逐漸向下挖掘，礦床開鑿出來的銅礦產量逐漸增加，金瓜石也從金銀礦山轉變為一座金銀銅礦山。隨著日後新礦脈的一一發現，使金瓜石被冠上「日本首一金礦山」的盛名。1905年，在水湳洞建設煉銅廠，處理「長仁礦床」採得的銅礦。
金瓜石也曾一度遇上發展瓶頸。第一次世界大戰後，全球經濟蕭條，金瓜石礦區也受到波及，不僅煉製廠被迫關閉，只能依靠向日本本土輸出礦砂來維持營運，之後礦區的經營權也易手至另一日商後宮信太郎手中。在後宮信太郎的經營之下，金瓜石礦區的業績逐漸復甦，在日本礦業株式會社（現今日礦金屬的前身）於1933年買下金瓜石礦區的經營權後，更大力擴充礦區內的設備，在金瓜石山下的水湳洞山坡上興建了新式的浮選礦場（即今日的十三層遺址），並另建了水湳洞直通基隆八斗子運礦場的輕便鐵路－金瓜石線（今臺鐵深澳線前身）。這些嶄新而完善的設施，加上又有新礦脈的發現，金瓜石礦區的黃金產量年年提昇，亦成立臺灣鑛業株式會社處理相關業務，到了1938年甚至達到將近七萬兩的最高峰，使當時的金瓜石更被譽為「亞洲第一貴金屬礦山」，並一度聚集了八萬人在此一圓淘金夢，小小的金瓜石一躍成為人口稠密、熱鬧非凡之地，與鄰近的九份互相輝映。
太平洋戰爭爆發後，日本的戰勢逐漸吃緊，非國防物資的金礦不被重視，金瓜石被迫改以開採銅礦為主；自1942-1945年間，日軍於此地設立金瓜石米英捕虜勞役所（臺語稱凸鼻仔寮），關押一千餘名以大英國協成員國為主的同盟國軍戰俘，這批盟軍戰俘的勞役工作即為採掘銅礦，由於工作條件甚差，管理嚴苛且水土不服等因素，不少戰俘命喪於此。由於美軍於1944年下半年起逐漸掌握臺灣上空制空權，各類工業生產活動受到嚴重影響，在日本於1945年投降之前，金瓜石的採礦事業幾近停擺，同盟國戰俘亦集體遷移至新店看管。

### 戰後時期
二戰之後，中華民國接管臺灣，在國民政府的整頓之下，金瓜石的營運逐漸步上軌道。由於金瓜石礦區原本全由日本資本所有，國民政府（經濟部）因而接收了金瓜石礦區的所有權，並在1946年移交資源委員會接辦，成立「臺灣金銅鑛籌備處」，擬定修復、復工等工作。1948年「臺灣金銅礦籌備處」改為「臺灣金銅鑛務局」；由於金瓜石礦區隸屬於臺灣金銅鑛物局所有，因而金瓜石所出產的金礦，在經過煉製之後，即由臺灣銀行以官定價格全數收購，雖然此作法使黃金價格平穩，但也埋下了日後礦區停產的伏筆。隨著國共內戰爆發、產金成本過高的情況之下，金瓜石礦區重啟銅礦的生產作業，並培育出「以銅養金」的經營模式。
1955年，臺灣金銅鑛物局改組為「臺灣金屬鑛業股份有限公司」（簡稱臺金公司），並引進國外技術及設備，在銅礦生產逐年增加的情況下，金瓜石礦區曾維持不錯的營運成績。不過，1973年之後，金瓜石礦區的金銅產量漸趨枯竭，為了提昇產量，臺金公司從1978年開始嘗試大規模露天開採的方式，並將營運重心轉至以礦物冶煉、加工為主；臺金公司為了提升礦產加工能力，於1981年向銀行貸款，在水湳洞附近興建禮樂煉銅廠。但由於國際銅價不斷下跌，臺金公司雖然於1985年進行部門縮編，並將禮樂煉銅廠移交台灣電力公司接管，但在無力償還銀行貸款的情況下，臺金公司終於在1987年宣告歇業，而金瓜石礦區的土地則由台灣糖業公司接收，結束了金瓜石百年的產金歲月。今日，金瓜石的人口隨著礦坑的停採，已經銳減不到兩千人，且大多為老人與幼童。

### 2000年以後

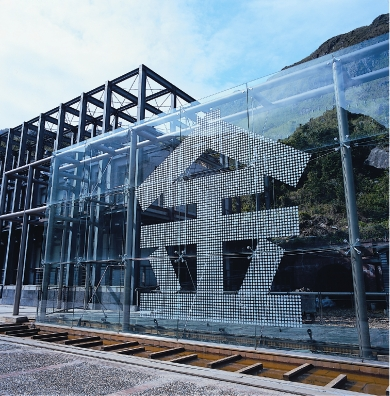
黃金博物園區

雖然金瓜石的採礦事業已經終止，但金瓜石可能還擁有相當可觀的礦產蘊藏量。2002年，曾有澳洲的礦產公司對金瓜石進行評估，推測金瓜石仍有開採礦物的價值，但各界對於金瓜石是否要重新開礦仍莫衷一是。曾有澳、加、美、南非等採礦公司想參與開採黃金，2003年曾合作探勘，評估金瓜石仍有200多公噸、2千億元以上的金礦蘊藏，探索頻道（Discovery）節目還曾播出《謎樣台灣—金瓜石》節目。惟新式冶煉方法對環境衝擊相當大，受到不少環保人士反對，例如炸山開採對地質生態為害甚大，並非國人無法掌握開採技術。雖然如此，隨著鄰近的九份於1990年代後藉由觀光產業的帶動而再度繁榮，在官方及當地居民的推動下，目前金瓜石也朝著發展文化觀光的大方向前進。
近年來，由於金瓜石的人煙較為稀少，與鄰近的九份相比，較沒有過度開發及商業化的影響，因此吸引了不少藝術家及民宿在此落腳；而其中又以民宿的進駐較為興盛，延著金水公路及浪漫公路兩條連外幹道由山下的水湳洞往金瓜石街區的路上，可見大大小小的民宿散落一旁。2004年，由台北縣政府主導、台電與台糖共同開發，以介紹金瓜石礦業發展歷程為主軸的黃金博物園區正式開園，更象徵著金瓜石重振昔日風華的重要一步。
除了採礦時期風華之外，為了回顧與省思金瓜石於第二次世界大戰期間的歷史，臺灣戰俘營紀念協會（Taiwan P.O.W. Memorial Society）於1997年起，便積極催生於金瓜石盟軍戰俘營舊址興建紀念碑及公園，並於2005年完工。每年臺灣戰俘營紀念協會固定於11月時於該址舉辦莊嚴肅穆之追思儀式，也同樣豐富了金瓜石的人文歷史記憶。

## 著名景點

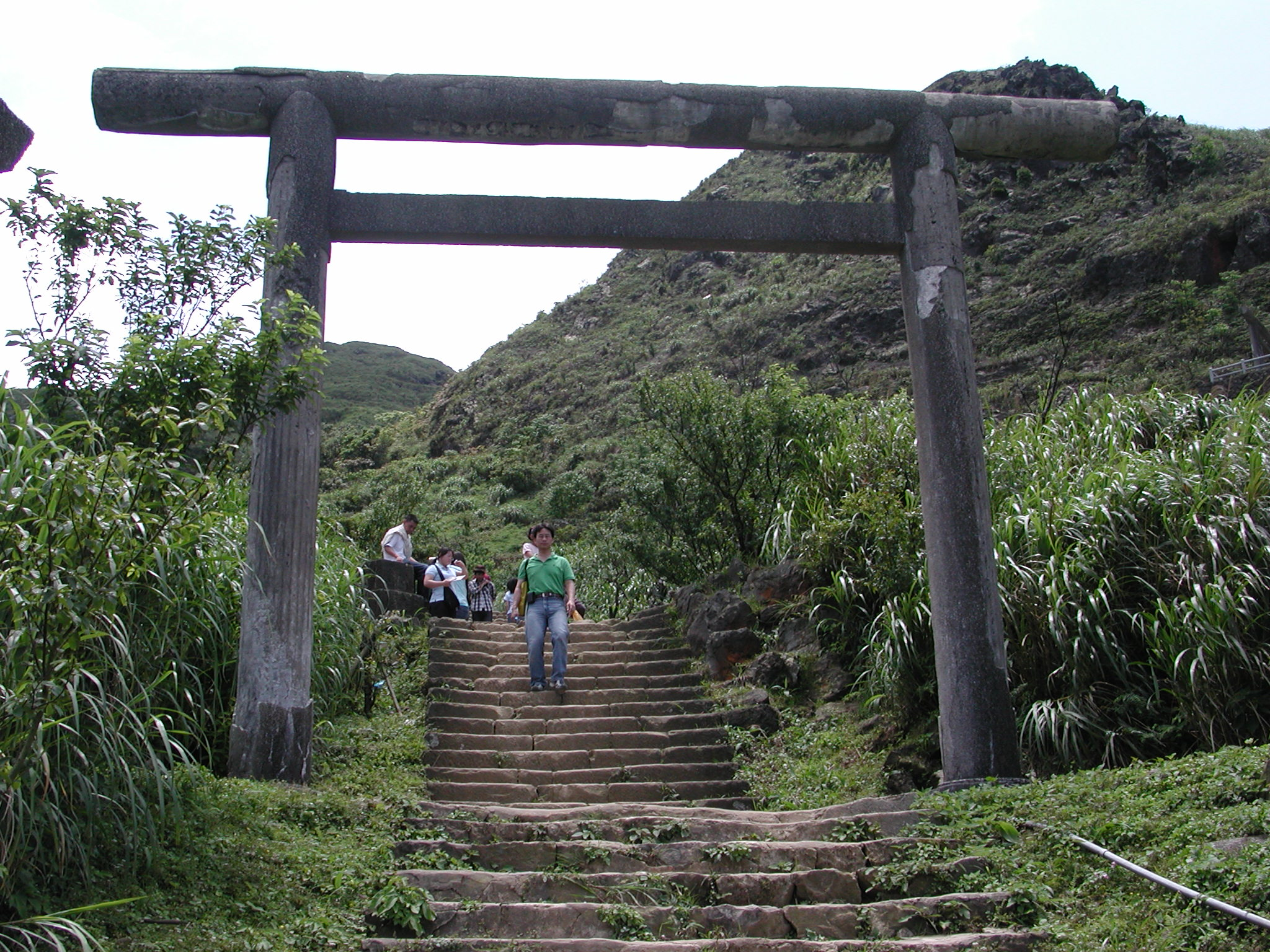
黃金神社遺址的鳥居

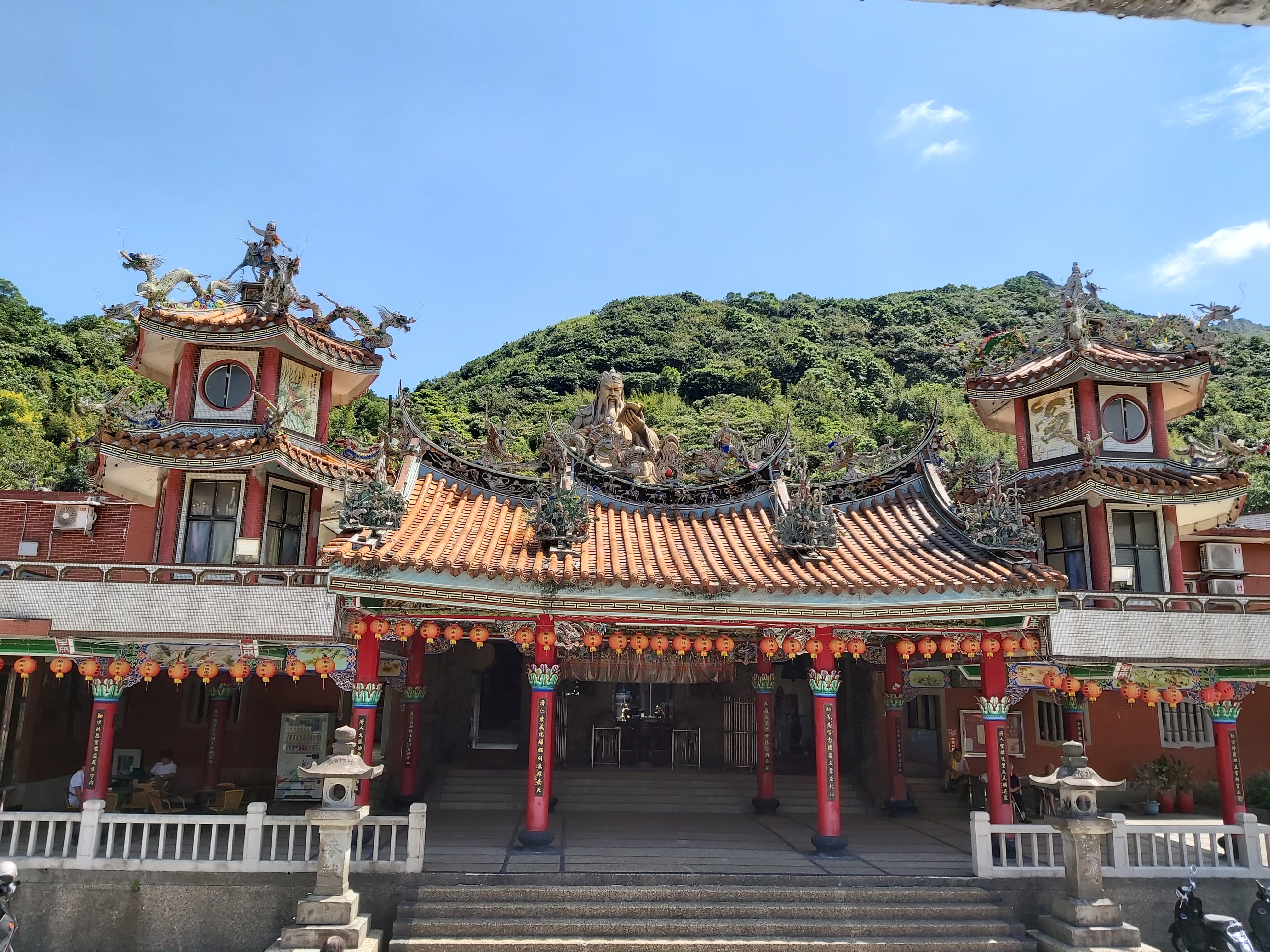
金瓜石勸濟堂正殿

- 黃金博物園區
  - 太子賓館
  - 本山五坑（黃金博物館）
  - 黃金神社（金瓜石神社）
- 勸濟堂（祈堂廟）
- 祈堂老街
- 浪漫公路
- 基隆山
- 無耳茶壺山
- 廢煙道
- 金瓜石戰俘營遺址暨紀念公園
- 金瓜石金泉寺
- 九份侖頂福山宮（接近九份邊界）
- 金瓜石神社石燈籠
- 礦車步道
- 四連棟
- 本山礦場

## 其他
金瓜石和九份相比，其金礦蘊藏量較多，含金量平均分布於礦脈中，除產金礦外，還產有銅礦。1951-1961年間受總體經濟變動、政府黃金政策改變及富礦體（含金量非常高的礦體）逐漸枯竭的影響，金瓜石與九份的黃金生產量節節下降，1971年臺陽礦業公司結束九份的採金事業，而金瓜石因富含硫砷銅礦，臺金公司轉向銅礦開採，使金瓜石礦業生產比九份多延續了16年。
金瓜石礦區在日治時期完全為日本資本家控制，戰後則由國營企業臺金公司接續經營。金瓜石整個礦業史，係由龐大資本額不斷投資與建設，並運用現代化工業設備從事金礦業生產，相較於九份為穩定發展的狀態。如此現代工業生產方式，在金瓜石運作長達將近一百年之久。
金瓜石曾有專用的郵遞區號「225」，現已改用瑞芳區郵遞區號「224」。

## 外部連結
- 金瓜石金礦 - 台灣大百科全書 - 文化部國家文化資料庫 （页面存档备份，存于）
- 新北市立黃金博物館 （页面存档备份，存于）
- 有求必應展中文DM - 新北市政府文化局 （页面存档备份，存于）
- Never Forgotten:Taiwan P.O.W. Memorial Society （页面存档备份，存于）
- 金瓜石採金行 - 輔導團教學研究資料庫 - 台北市高級中學科學教育輔導網地球科學輔導團 （页面存档备份，存于）
- 淘金術師在這裡，九份金礦博物館百年黃金工藝 （页面存档备份，存于）
- 雨中的金瓜石最美，潮濕空氣是記憶的味道 （页面存档备份，存于）